# Ms. Splosion Man
Ms. Splosion Man é um videogame de plataforma desenvolvido pela Twisted Pixel Games e publicado pela Microsoft Studios, foi lançado para Xbox 360 em 12 de julho de 2011, bem como para Windows Phone. É a sequência de 'Splosion Man' de 2009. O jogo ocorre logo após ' Splosion Man . Na celebração da captura do 'Splosion Man', os cientistas por trás de sua criação acidentalmente criam a Sra. Splosion Man. A jogabilidade extrai a maioria de seus elementos principais de seu antecessor, mas adiciona novas mecânicas de jogo, como saltos e trilhos.
O jogo foi geralmente muito bem recebido pela crítica. Os sites agregados GameRankings e Metacritic relatam pontuações na faixa de 85%. As pontuações individuais variaram de uma aprovação de 60% a várias pontuações perfeitas. Os críticos geralmente achavam que o jogo era uma grande expansão e melhoria em relação ao original. O humor do jogo também foi elogiado. As críticas incluíram longos tempos de carregamento entre os níveis e maior dificuldade em relação ao ' Splosion Man' original. O jogo vendeu mais de 70.000 unidades no final de 2011.
Splosion Man foi lançado em 22 de novembro de 2018 para Nintendo Switch .

## Jogabilidade
Ms. Splosion Man compartilha muito da mesma jogabilidade com seu antecessor, 'Splosion Man. O personagem é feito inteiramente de material explosivo. O objetivo do jogo é "explodir" através de uma série de níveis que consistem em quebra-cabeças, armadilhas e inimigos. Um splode é efetivamente um salto e também pode ser usado para matar inimigos, como cientistas e robôs, demolir paredes, detonar barris explosivos ou ativar outros efeitos.
Vários novos elementos de jogabilidade foram adicionados a Ms. Splosion Man, incluindo trilhos de energia nos quais a protagonista pode andar e canhões que a lançam em direções específicas, algumas das quais podem ser controladas pelo jogador. O jogo apresenta campanhas cooperativas para um jogador e vários jogadores, cada uma incluindo níveis definidos no mundo exterior. Também novo no jogo é um modo conhecido como 2 Girls 1 Controller, que permite que um único jogador jogue a campanha cooperativa controlando a Sra. Splosion Man e 'Splosion Man simultaneamente.
Em resposta ao feedback do jogador sobre a dificuldade do primeiro jogo, Ms. Splosion Man contém um overworld que marca claramente a dificuldade de cada nível e permite aos jogadores pular níveis mais difíceis, se assim o desejarem. O CEO da Twisted Pixel, Micheal Wilford, afirmou que o mapa do mundo superior foi inspirado em Super Mario World e que contém segredos semelhantes, como saídas secretas.

## Sinopse
Seguindo de onde 'Splosion Man parou,' Splosion Man é finalmente capturado pela Big Science.  Enquanto os cientistas comemoram em seu laboratório, um cientista inadvertidamente derrama uma garrafa de líquido em alguma fiação elétrica.  Isso faz com que uma onda de energia flua para uma plataforma de experimentação próxima, onde um arco amarelo está caindo.  Quando o arco toca a plataforma, a onda de energia é liberada e a Sra. Splosion Man é criada. Pela primeira vez na série, o personagem escapará das instalações fictícias da Big Science e se aventurará pelo mundo.

## Desenvolvimento
Ms. Splosion Man foi anunciado em 3 de dezembro de 2010 por meio de um comunicado à imprensa e um teaser trailer. Josh Bear, da Twisted Pixel Games, disse: "Acho que com Splosion Man uma continuação era algo que realmente queríamos fazer, e é por isso que você nunca viu o DLC para esse jogo. Poderíamos ter criado novos níveis, mas não teríamos tempo para adicionar novos quebra-cabeças de jogabilidade ou novos personagens legais. Mas não queríamos apenas fazer Splosion Man 2, tinha que ser algo um pouco mais interessante. É por isso que decidimos fazer MSM". A equipe escolheu uma variação feminina de 'Splosion Man como uma homenagem à Sra. Pac-Man, que, de acordo com Bear, o jogo é uma homenagem a. Bear continuou explicando que, como Ms. Pac-Man foi uma melhoria em Pac-Man, então Ms. Splosion Man deve ser um avanço em 'Splosion Man'.  Ele afirmou que o objetivo era garantir que o jogo "se destacasse por si só como um jogo muito maior e melhor em geral, para não ser confundido como um pacote de DLC caro, que eu acho que muitas "sequências" de varejo podem ser muitas vezes". O jogo é executado no mecanismo BEARD da Twisted Pixel, que foi usado para alimentar todos os seus títulos.
Twisted Pixel afirmou que seu desejo era manter o personagem do jogo dirigido.  O CEO Micheal Wilford disse: "Tudo é baseado em personagens. O que importa para nós é que esperamos que haja um personagem memorável que faça você rir, porque ninguém mais faz jogos como esse". Uma das maneiras pelas quais eles fazem isso é com referências à cultura pop.  Por exemplo, se o controlador for mantido ocioso por tempo suficiente, a Sra. Splosion Man fará a Macarena, uma dança popular dos anos 1990.  Além disso, o personagem citará filmes e outras referências enquanto o jogador navega pelos níveis.
A Sra. Splosion Man realizou uma sessão de teste beta em junho de 2011. Dez mil slots de inscrição foram abertos aos jogadores em 24 de maio. Os slots beta foram preenchidos em três dias. Códigos adicionais foram distribuídos durante a E3 2011 no salão do show e por meio da conta oficial do Twitter da Twisted Pixel Games, bem como da conta do Twitter do programador Mike Henry. O jogo foi exibido na PAX East 2011, bem como na E3. O jogo foi lançado em 13 de julho de 2011, quase dois anos depois de 'Splosion Man'. Ms. Splosion Man foi posteriormente lançado para Steam, Microsoft Windows, iOS e Windows Phone.

## Recepção
Ms. Splosion Man recebeu críticas geralmente fortes, algumas com aclamação da crítica. As pontuações agregadas foram fortes, com Metacritic relatando 82/100. GameRankings relata uma pontuação agregada semelhante de 83,92%.As pontuações individuais variaram de uma aprovação de 60% a uma pontuação perfeita.  A pontuação mais baixa veio de Brad Shoemaker do Giant Bomb, que deu ao jogo 3/5 estrelas. Vendeu mais de 70.000 unidades em seu primeiro ano civil. Vários críticos deram ao jogo uma pontuação perfeita, incluindo Richard Mitchell da Joystiq., Ray Barnholt ou 1UP.com, e Terry Terrones da GamePro.
Richard Mitchell, da Joystiq, afirmou que a Twisted Pixel Games colocou muito amor nesta sequência que está repleta de novas mecânicas, designs de níveis e afirmou que era seu final de videogame favorito.  Ele afirmou que "Ms. Splosion Man supera seu antecessor em todos os sentidos". Daemon Hatfield do IGN também deu notas altas ao jogo. Ele afirmou na crítica que o jogo era "outro jogo de plataforma excelente e emocionante da equipe insana da Twisted Pixel.". Ele acrescentou que o jogo era muito mais desafiador do que a primeira parcela, mas também era mais criativo, adicionando novos elementos de jogabilidade e pontos de humor.  Hatfield disse que "há mais criatividade em um nível da Sra. Splosion Man do que muitos outros jogos podem reunir em sua totalidade".
Ray Barnholt do 1UP.com concedeu ao título uma classificação A e elogiou os modos single e multiplayer. Nick Chester, do Destructoid, chamou isso de um passo à frente de 'Splosion Man'. Ele observou que os fãs do primeiro vão gostar do jogo: "Se você gostou do primeiro jogo de plataforma incendiário do desenvolvedor, não tem desculpa para não ficar rosa para a Sr. Splosion Man". Tyler Cocke, da Official Xbox Magazine, elogiou os níveis maravilhosos, excelente humor e charme, mas criticou os longos tempos de carregamento entre os níveis e menus. Terry Terrones, da GamePro, elogiou a grande quantidade de conteúdo pelo preço pedido. Ele afirmou que tinha "muito conteúdo excelente para escolher, desde arte conceitual a vídeos e muito mais".
Carolyn Petit, da GameSpot, elogiou o design de níveis e o modo cooperativo do jogo.  Ela sentiu que tinha muitos momentos engraçados e extras, bem como grande valor de repetição.  Ela criticou alguns visuais e quebra-cabeças que atrapalham alguns momentos. Brad Shoemaker, do Giant Bomb, expressou algum desapontamento com o jogo: "Dadas todas as melhorias, adições e loucura, é um pouco decepcionante não ter gostado de jogar esta sequência tanto quanto a primeira".  Suas críticas incluíam a quantidade de tempo que leva para a Sra. Splosion Man atingir sua velocidade máxima e a falta de controle aéreo.  Além disso, ele sentiu que o jogo exigia uma certa quantidade de "adivinhação" para passar de alguns níveis, e que os jogadores foram desencorajados pelos segmentos de tentativa e erro presentes no jogo.